# نیکلای کلو بروک
نیکلای کِـلِـوْ بروک (نروژی: Nicolai Cleve Broch؛ زادهٔ ۱۴ نوامبر ۱۹۷۵) بازیگر اهل نروژ است.
از فیلم‌ها یا برنامه‌های تلویزیونی که وی در آن نقش داشته‌است می‌توان به ناهار، رفیق، اونو، تشویش، قتل‌های ساندهام و قتل واجب اشاره کرد.